# Amphicar
La Amphicar è un veicolo anfibio cabriolet per trasporto persone costruito in Germania Ovest dal 1961 al 1968. È l'unica automobile anfibia per usi civili a essere stata prodotta in massa. Alcuni esemplari sono stati inoltre appositamente prodotti e attrezzati per la polizia e operazioni di salvataggio.

## Storia
Il progettista Hans Trippel sviluppò il veicolo a Wittenau presso la Deutschen Waggon und Maschinenfabrik (DWM), divenuta successivamente Deutsche Waffen und Munitionsfabriken AG. La carrozzeria era prodotta dalla Industrie-Werke Karlsruhe AG (IWK) in una ex azienda di armamenti a Schlutup presso Lubecca. In Germania il veicolo nel 1962 era venduto al prezzo di 10 500 DM.
Dei 3 878 veicoli prodotti, 3 046 furono esportati negli USA. Il prezzo di vendita era tra i 2 800 e 3 300 $. L'alto costo, equivalente al doppio del prezzo di un Volkswagen Maggiolino, non permise un numero maggiore di vendite. Dal 1964 al 1965 il prezzo scese a 8 385 DM. L'azienda americana di Hugh Gordon di Santa Fe Springs, in California, acquisì la maggior parte dei pezzi di ricambio e dei macchinari di produzione.
Il 16 settembre 1965 quattro inglesi attraversarono La Manica da Dover a Calais in 7 ore e 20 minuti utilizzando due Amphicar per poi raggiungere il giorno successivo il Salone dell'automobile di Francoforte.
Nel luglio del 2018, in corrispondenza del 50º anniversario dell'ultima Amphicar prodotta, si è svolto a Celina (Ohio) il più grande raduno di Amphicar (72), organizzato dall'International Amphicar Owners Club, aggiudicandosi il Guinness dei Primati. A distanza di mezzo secolo dalla fine della produzione, veicoli perfettamente restaurati possono valere anche 80 000 $. Il valore è dovuto in parte all'alto costo dei pezzi di ricambio (la sola trasmissione costa fino a 15 000 $).

## Tecnica

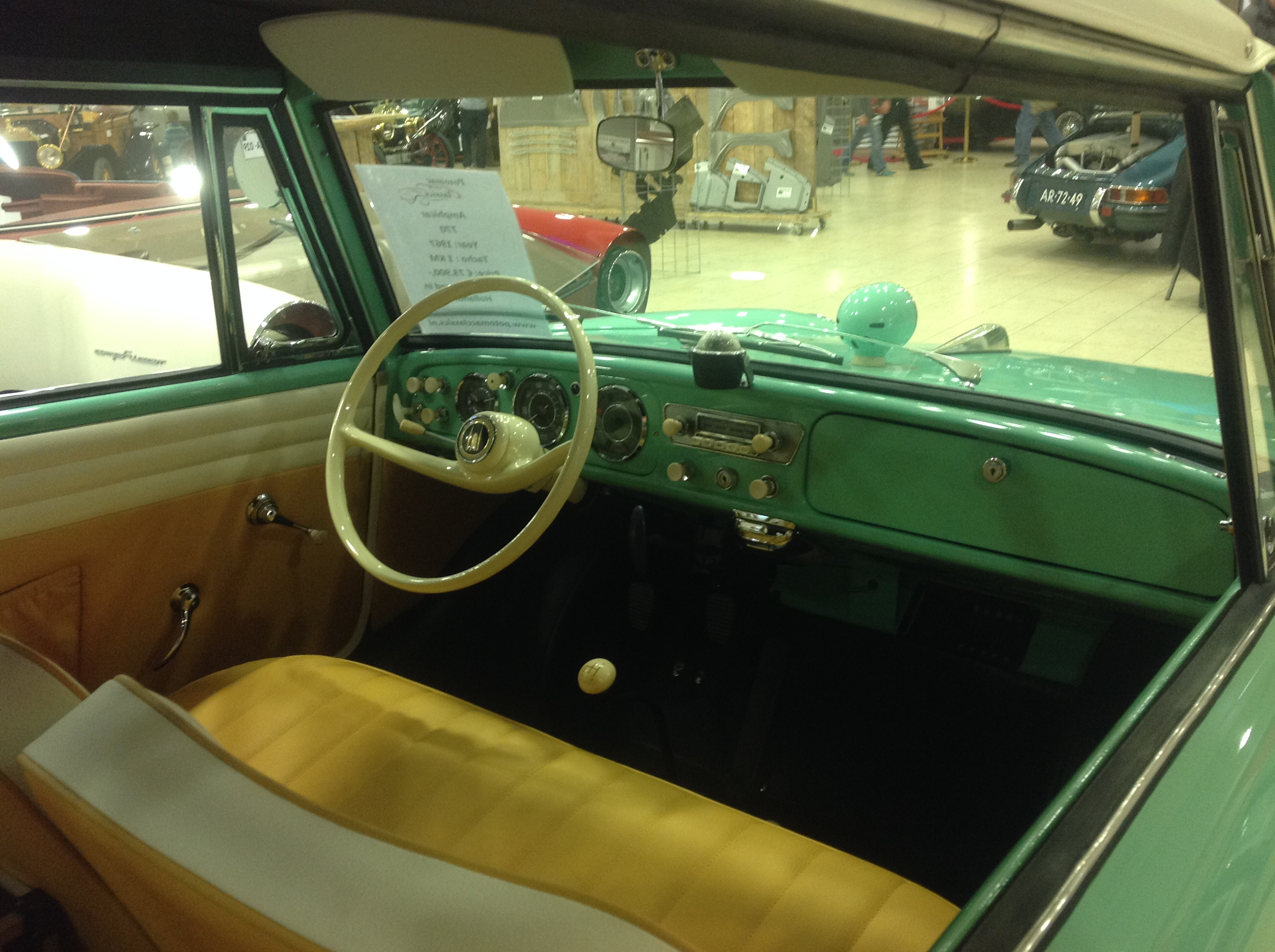
Gli interni

### Carrozzeria e autotelaio
Il telaio è costituito da tubi, mentre la carrozzeria è in acciaio, la cui parte inferiore ha uno spessore di 1,5 mm. Le portiere sono concepite per l'immersione con un sistema a guarnizione doppia, nel vano motore c'è una pompa di sentina, per asportare l'eventuale acqua entrante dagli assali. Per il movimento in acqua vi sono luci di navigazione (rosso/verde) e una tromba di segnalazione. Vi è una luce bianca di posizione sul tetto. La ruota di scorta è nel bagagliaio, mentre il serbatoio, costruito in plastica, si trova sull'asse anteriore.

Gli assali anteriori e posteriori hanno sospensioni a molle elicoidali con ammortizzatori idraulici e l'impianto frenante con tamburi ad azionamento idraulico (freno a mano meccanico).

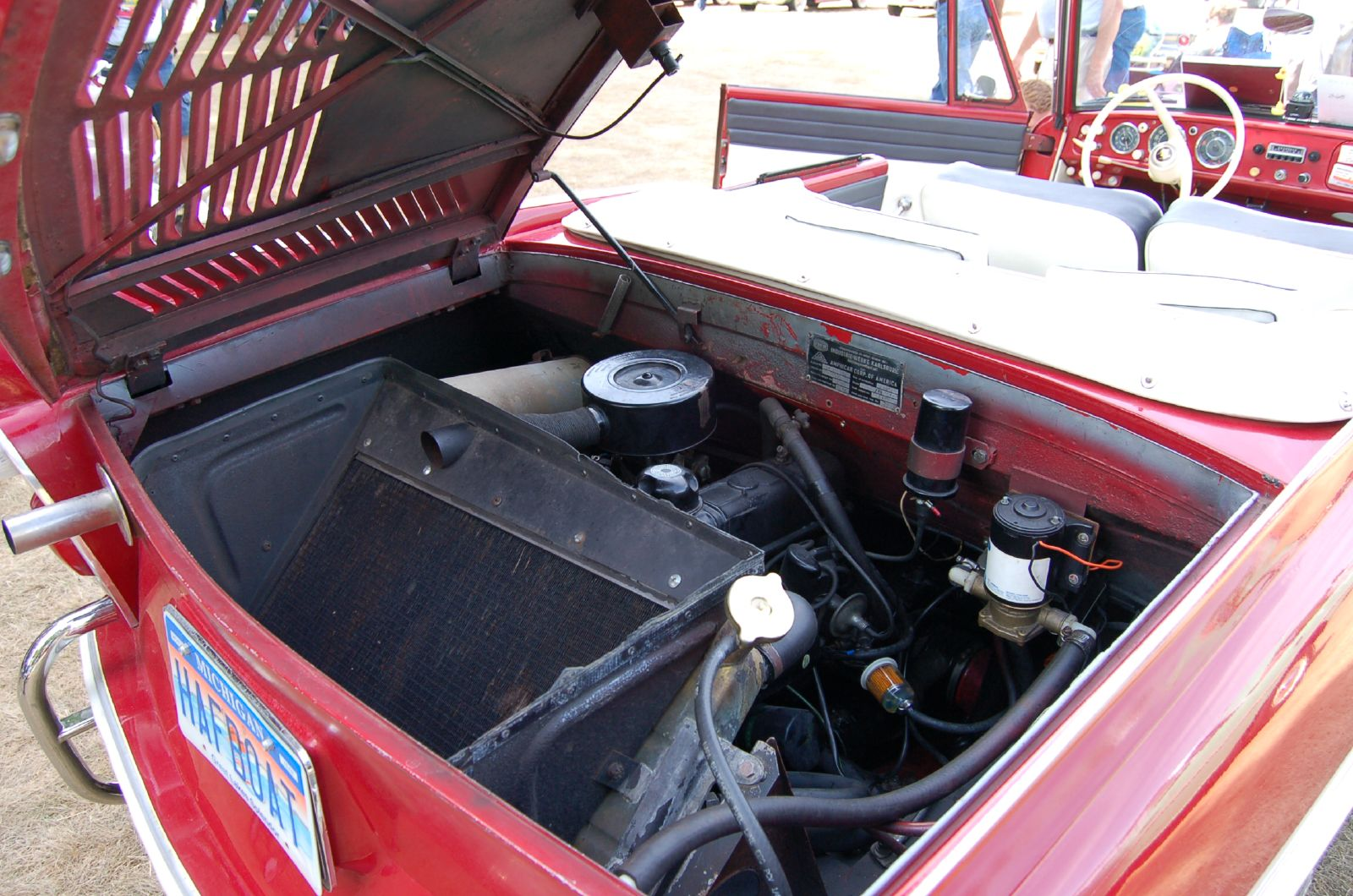
Il motore

La direzione di marcia sia su strada sia in acqua è data dall'assale anteriore.
La carrozzeria dell'auto è stata originalmente offerta in quattro colori: Beach Sand White, Regatta Red, Lagoon Blue e Fjord Green.

### Motore e trasmissione
Il motore è un quattro cilindri in linea a ciclo Otto della britannica Triumph Herald 1200 con una cilindrata di 1147 cc e una potenza di 38 hp (28 kW) a 4750 giri/min. La potenza della 770, accreditata di 43 hp secondo le normative SAE dell'epoca, era leggermente superiore a quella della Herald grazie allo scarico più corto. La trasmissione è abbinata a un cambio a quattro rapporti della Hermes di Wuppertal con rapporto 3:1 e con retromarcia.
Ci sono 13 punti d'ingrassaggio su tutto il veicolo, per evitare grippaggi data la presenza di acqua in buona parte delle zone meccaniche. Su strada raggiunge una velocità di 120 km/h, in acqua 6,5 nodi (12 km/h).

## Esemplari famosi
Una di queste auto appartenne al presidente degli Stati Uniti Lyndon B. Johnson.
Esemplari di Amphicar sono conservati nei seguenti musei:
- Brooklands Museum, Weybridge, Regno Unito
- Auto & Technik Museum, Sinsheim, Germania
- Forney Museum of Transportation, Denver, USA
- Ulster Folk & Transport Museum, Holywood, Irlanda del Nord
- Saratoga Automobile Museum, New York, USA
- Louwman Museum, L'Aia, Paesi Bassi
- Ellingson Car Museum, Rogers, USA

Una Amphicar è inoltre utilizzata come attrazione a Disney Springs, in Florida.

## Licenze di guida

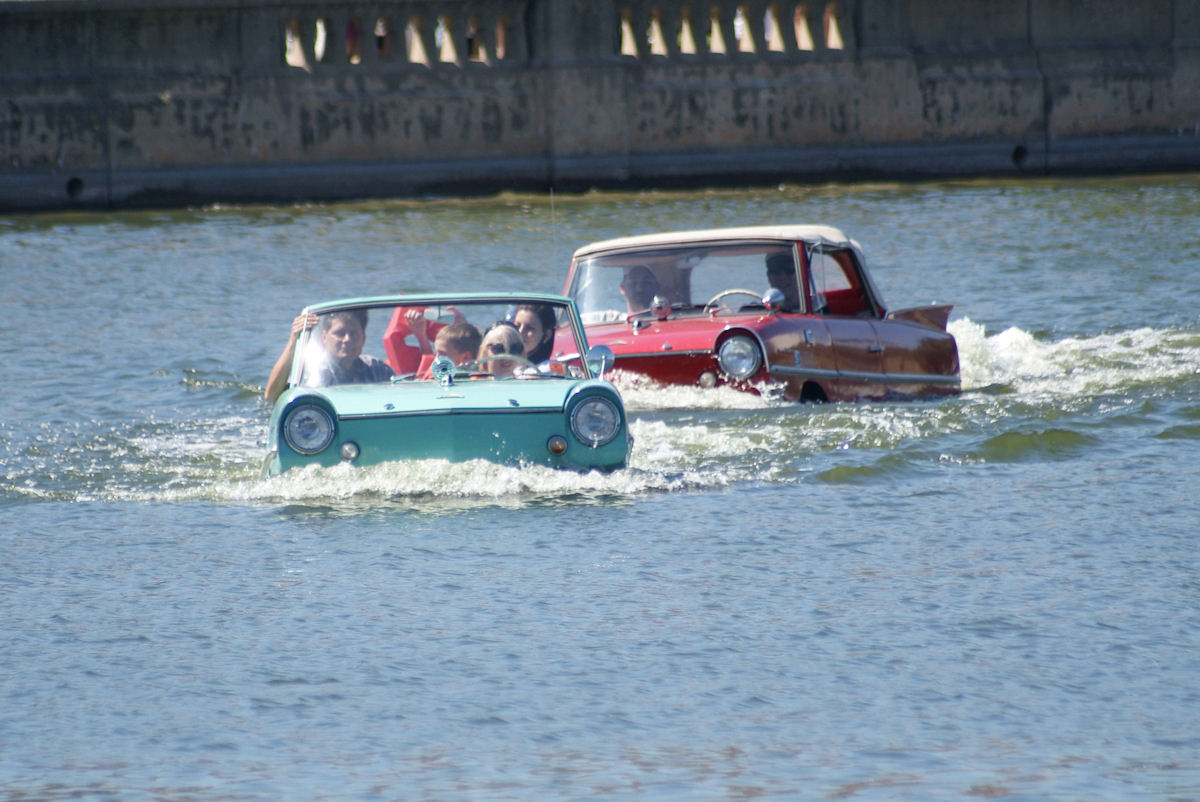
Delle Amphicar in acqua

In Germania e anche in Italia la Amphicar può essere pilotata in acqua con la licenza nautica da diporto. A tale automobile si applicano quindi due licenze di guida: una patente per la guida su strada e una licenza nautica per la guida in acqua.